# Agner Rokos
Anger Rokos, född 19 april 1958 i Nørresundby, Danmark, är en dansk generalmajor som sedan 12 augusti 2010 är chef för Hærens Operative Kommando och därmed också den danska Hæren. 